# Majestic (Brussel)
Majestic is een Belgisch historisch motorfietsmerk.
De firmanaam was Ets. Moto-Majestic, Bruxelles.
Deze fabriek stelde van 1928 tot 1930 motorfietsen samen uit Engelse onderdelen. Zo werden JAP-motoren, Burman-versnellingsbakken, Amal-carburateurs en andere Engelse componenten gebruikt.
Men kende de modellen "Standard" en "Sport" in 350- en 500 cc-uitvoering, zowel met kop- als zijklepmotor.
- Voor andere motorfietsmerken met deze naam zie: Majestic (Birmingham) en Majestic (Chatenay).